# シコふんじゃった。
『シコふんじゃった。』は、1992年公開の日本映画。監督・脚本は周防正行。主演は本木雅弘。
卒業のための単位と引き換えに、廃部寸前の弱小相撲部に入ることになった大学生の奮闘をコミカルに描いたコメディ映画。第35回ブルーリボン賞作品賞ならびに第16回日本アカデミー賞最優秀作品賞受賞作品。
映画の公開後、監督の周防自身によって小説版も執筆された。また、香港において、ミュージカル化もされている。
2022年、Disney+により続編となる配信ドラマ『シコふんじゃった!』が制作された（詳細後述）。

## ストーリー
プロローグ
教立大学の4年生、山本秋平（本木雅弘）は根っからの遊び人で勉強にはまるで興味がなく、授業は友人の代返頼み。卒論の指導教員である穴山教授（柄本明）の顔も知らぬまま、伯父のコネで一流企業への就職を決めていた。
だが、ある日その穴山教授に呼び出され、卒業に必要な単位がほしかったら一日だけ相撲部員になって試合に出ろと言われる。かつては強豪だった教立大相撲部だが今は弱体化し、廃部の危機に瀕していた。相撲部部長で学生横綱の経験もある穴山は相撲部存続のため、とりあえず大会出場に必要なメンバーを集めようとしていたのである。
穴山の研究室に属する大学院生で、相撲部マネージャーを務める川村夏子（清水美沙）の頼みもあり、秋平は渋々承諾する。
序盤
たった一人の部員である青木（竹中直人）は相撲を愛しているが、入部以来一度も勝ったことがない。そこに、単位のため入部した秋平、体型だけで勧誘された運動神経ゼロの田中（田口浩正）、大相撲人気に憧れてやってきた秋平の弟の春雄（宝井誠明）が加わり、1人欠員がいるものの大会に出場することになる。
だが、かろうじて大会に参加したものの、まともに練習していないため誰一人として勝つことができず、あっけなく終わってしまう。勝っても負けてもこれで終わりだと思っていた秋平だったが、慰労会でOBの熊田（六平直政）に激しく罵倒されて腹を立て、思わず立ち上がると「勝ってやろうじゃねえか！」とたんかを切ってしまう。
秋平と青木は相撲部強化のため、スオックフォード大学ではラグビー選手だったイギリス人留学生スマイリー（ロバート・ホフマン）の勧誘に向かう。日本文化を馬鹿にしているスマイリーは、「まわしの下にパンツをはくこと」を条件に入部する。
一方、巨体の女子学生、正子（梅本律子）は春雄に憧れ、志願して二人目の相撲部マネージャーとなる。
中盤
夏、一同は穴山の実家で合宿を行うが、地元の小学生相手の練習試合でもさんざんに負けてしまう有様だった。そして、同じく合宿に来ていた北東学院大学の相撲部員たちにも、あまりの体たらくのため嘲笑されてしまう。
だが、合宿を契機に俄然やる気になったメンバーたちは、その後の猛練習でめきめき力をつけ、学生相撲三部のリーグ戦に出場する。どうしてもまわしの下のパンツを脱ぐ気になれないスマイリーは毎回不戦敗だが、他のメンバーが勝利を重ねていく。
そして、とうとう(スマイリーの不戦勝以外は)全勝同士で、因縁のある北東学院大と対戦することになる。初戦で春雄が腕を骨折するが、スマイリーがついにパンツを破り捨てて参戦し、青木も入部以来初勝利を挙げ、教立大が勝ち越して優勝する。
終盤
一同は大喜びするが、三部リーグ優勝校には二部リーグ最下位校との入れ替え戦が待っていた。しかし、春雄が骨折しているためにメンバーが足りない。入れ替え戦は棄権ということになりかけるが、正子が「男に扮して出場する」と言い出す。
翌日の入れ替え戦で、正子は胸を隠すため身体に包帯とテープを巻いて土俵に上がり、善戦するも敗れる。だが彼女の姿に相撲部員たちは奮起し、再び勝ち越して教立大の二部昇格が決まった。
エピローグ
その後、田中は大学を辞めて大相撲の世界に入ることを決める。スマイリーはイギリスに帰国。正子と春雄はロンドンへ留学することになり、８年生の青木は卒業のため退部する。そんな中、秋平は「もう楽してズルするのはやめだ」と、コネによる就職を辞退し、もう一年相撲部を続ける決意をする。
唯一の相撲部員となった秋平が、練習所の土俵で四股を踏んでいると夏子が現れ、「四股を教えてほしい」と頼む。二人は向かい合って四股を踏むのだった。

## 登場人物

### 教立大学相撲部
山本秋平：本木雅弘
教立大学4年生。これまで大学の授業にはほとんど出席せず真面目に勉強をせず遊んでばかりいた。コネで大手企業へ内定が決まっていたが、卒業に必要な穴山教授担当の講義の単位を取るためだけに相撲部に入ることになった。勝負強さを買われ、大将を任される。
相撲部に入る前は、シーズン・スポーツ愛好会に所属していた。かなりの遊び人で、春雄曰く多くのガールフレンドがいるらしい。
昇格後は就職を辞退し、相撲部へ残る。
青木富夫：竹中直人
教立大学相撲部員。浪人して教立大に入学した8年生で、秋平たちが助っ人で加入するまでは唯一の相撲部員だった。4年間ずっと稽古部屋に住み込んでいる。
相撲が好きで知識も豊富だが、公式戦では一度も勝ったことがなかった（緊張して下痢を催すことが一因）。得意技（自称）は猫騙し・内無双・頭捻り。
昇格後は無事卒業した。
田中豊作：田口浩正
教立大学学生。クリスチャン。内気で引っ込み思案な性格で、高校時代まで友達が一人もおらず、人から誘われた経験も無かった。肥満体を見込んだ青木の勧誘を受け、相撲部員となる。
体は大きいが気は小さく、立合いではどうしても目を閉じてしまうが、穴山からそれを逆手に取り、体格を活かしてがぶり寄る相撲を教わる。
昇格後は砂高部屋に入門する。
山本春雄：宝井誠明
教立大学学生。秋平の弟。プロレス部に入っていたが、後に「相撲なら女の子にモテそうだから」と言う理由で相撲部に入る。
かなり細身だが、穴山は春雄の気迫を買っている。女子学生に人気で、追っかけが多数おり、兄・秋平とのコンビで大学リーグの若貴と呼ばれる。
昇格後はイギリスへ留学。
ジョージ・スマイリー：ロバート・ホフマン
英国スオックフォード大学からの交換留学生で、ラグビー経験者。クリスチャン。日本の物価が高いため下宿先の家賃を滞納しており、「家賃無料」と言う理由から稽古部屋へ住み込む形で「練習は2時間まで」「廻しの下にパンツを履いてもいい」と言う条件付きで相撲部に加入。
相撲部の中では最も体力に恵まれるが、当初は尻を人前に晒すことを頑なに拒否し、稽古では廻しの下にスパッツを着用し、スパッツ着用が認められない公式戦では不戦敗を続けていたが、仲間たちの熱意に促されてスパッツを破り捨てた。
昇格後はイギリスへ帰国した。
間宮正子：梅本律子
春雄に憧れて教立大学相撲部マネージャーとなった。部員顔負けの巨体の持ち主。相撲部の危機を救うべく男子部員に扮して試合に出場するなど度胸のある面もある。
川村夏子：清水美砂
教立大学相撲部マネージャー。相撲部顧問の穴山教授の研究室に属する大学院生。
穴山冬吉：柄本明
教立大学相撲部の顧問。秋平の卒業論文指導教員でもあり、元学生横綱。秋平に相撲部入部を持ちかける。

### その他
堀野達雄：松田勝
教立大学アメフト部。秋平とは知り合いで、二部リーグ入れ替え戦のメンバーに助っ人として加わる。
倉高（北東のケン）：宮坂ひろし
北東学院大学相撲部の主将。
峰安二郎：村上冬樹
教立大学相撲部OB会会長。少々助兵衛である。
穴山ゆき：桜むつ子
穴山冬吉の母。
熊田寅雄：六平直政
教立大学相撲部のOB。初戦で全員全敗した秋平たちを慰労会で激しく罵倒した。
朝井知恵：水島かおり
教立大学相撲部を取材に訪れたリポーター。
林：片岡五郎
相撲大会の主審。
佐藤恒治、みのすけ、小浦一優、大堀浩一(現：大堀こういち)、和田宣房(現：和田圭市)、手塚とおる、三宅弘城、戸田昌宏、今川杉作、飯田和平、秋田宗好、橋本一成ほか

## スタッフ
- 監督・脚本・ノベライゼーション：周防正行
- プロデューサー：桝井省志
- 相撲指導：堀口圭一（立教大学相撲部監督）、ISSEY
- 製作者：山本洋、平明暘
- 企画：島田開、石川勝敏
- 撮影：栢野直樹
- 照明：長田達也
- 美術：部谷京子
- 編集：菊池純一
- 音響効果：東洋音響（佐々木英世）
- 音楽：周防義和、おおたか静流
- 主題歌：おおたか静流「悲しくてやりきれない」「林檎の木の下で」
- チーフ助監督：高野敏幸
- 技斗：深作覚
- エキストラ協力：栃木県小山わんぱく相撲の皆さん、大東文化大学全学応援団、武蔵大学応援団チアリーダー部、関東学生プロレス同盟、慶應ダックス
- 照明協力：石谷ライティングサービス
- 特機：NK特機
- 美術協力：日映美術
- 装飾：京映アーツ
- MA：映広
- ネガ編集：三陽編集室
- 現像：IMAGICA
- スタジオ：日活撮影所、大映スタジオ
- 製作協力：大映映像

## 製作
周防によると「（他のスポーツが映画の題材になる中、）一般的に相撲はなかなか映画にならない」と言われていたとのことだが、周防は敢えて「モックン（本木雅弘）と相撲」という設定で制作に取り掛かった。本木の起用には前作映画に出てもらい気心の知れていたことに加え、周防の「（元アイドルである）モックンの裸を見せたら女性客がたくさん来るかも」という思惑も少なからずあった。なお、気の弱い力士（青木）役の起用も、本木と同じく最初から竹中が演じる前提で話が進められた。
映画を撮影するにあたり、映画監督の周防正行とプロデューサーの桝井省志は、立教大学相撲部監督（当時）の堀口圭一に様々な相撲関係の人脈の紹介を受けた。柄本明が演じる穴山教授は、元学生横綱の設定であり、本作で相撲指導をつとめた堀口圭一がモデルになっている。周防正行と桝井省志は、堀口圭一の紹介で、東京大学、慶應義塾大学、法政大学などの相撲部も取材した。映画の公開から26年が経過した2018年3月に周防は立教大学相撲部の「名誉監督」に就任した。
間宮正子役は一般からのオーディションで役者が選ばれた。『週刊明星』、『月刊明星』との合同企画で募集記事を掲載。記事には「映画で本木雅弘と共演出来る」と銘打っていたが、ストーリーや役どころなど具体的な内容は一切記載されていなかった。ただ「極度の肥満体型」「若い女性」のみが応募条件であった。
舞台となった大学（教立大学）は名前からもわかるように、周防の母校である立教大学がモデルの相撲部がモデルだが、相撲部の場面は立教大学構内では撮影されていない。
教立大学相撲部が練習試合で子どもと対戦するシーンで使用された土俵は、栃木県小山市の間々田八幡宮のものである。
本作品では男性力士に扮してではあるが女性が土俵に上がるシーンがある。これは周防がわんぱく相撲全国大会の地方予選で女子が優勝したにもかかわらず、全国大会が行われる両国国技館では女人禁制により、同大会に出場することが出来なかったという新聞記事を読み、禁制に対する皮肉として、考えたものである。

## 受賞
本作は下記のとおり、日本国内の『最優秀作品賞』『最優秀監督賞』『主演男優賞』の多くを受賞するなど、高い評価を得た。
第66回キネマ旬報ベスト・テン
- 委員選出日本映画部門第1位／読者選出日本映画部門第1位／監督賞

第35回ブルーリボン賞
- 作品賞／監督賞／主演男優賞

第16回日本アカデミー賞
- 最優秀作品賞／最優秀監督賞／最優秀脚本賞／最優秀主演男優賞／最優秀助演男優賞／優秀助演女優賞

第17回報知映画賞
- 最優秀作品賞／最優秀主演男優賞／最優秀主演女優賞

第7回高崎映画祭
- 最優秀作品賞／最優秀監督賞／最優秀新人賞

その他
- 第5回日刊スポーツ映画大賞・石原裕次郎賞作品賞

- 第47回毎日映画コンクール 日本映画大賞

## 作中の設定や事物について
竹中直人演じる青木富夫の名前は、「突貫小僧」の名で小津安二郎作品に出演した青木富夫にちなむ。竹中はその後の周防監督作品である『Shall we ダンス?』『それでもボクはやってない』『舞妓はレディ』『カツベン!』でもこの役名のキャラクターを演じた。
冒頭で柄本明演じる穴山が読み上げるジャン・コクトーの相撲観戦記は1932年の来日時のもので、彼のエッセイ『僕の初旅』（Mon Premier voyage）に収録されている。

## 配信ドラマ
『シコふんじゃった!』のタイトルで2022年10月26日より、有料動画配信サービスDisney+で日本発オリジナルドラマとして配信開始。葉山奨之と伊原六花のダブル主演。全10話で初回配信分のみ2話同時配信する。
劇場作品と同じ教立大学相撲部の30年後を舞台とする。

### 製作
2022年6月8日、『週刊女性』は日本国外の動画配信メディアによって本作の「リメイク版」が制作されていると報じた。報道では、4月からすでに撮影がスタートしており、オリジナルの監督である周防は監修として参加する一方、主演だった本木の出演はないとされた。この時点では制作会社側は取材に対してその事実を認めていなかったが、6月10日にDisney+が正式に「続編」をドラマとして制作することを発表した。周防は総監督という肩書きで参加し、監督は周防作品での参加歴のある片島章三が務める。
映画版の制作から30年が経過し、その間に女子相撲が登場し、女性の相撲選手が活躍していることを踏まえ、教立大学相撲部の主将に女性を起用している。

### 登場人物（配信ドラマ）

#### 主要人物
森山亮太
演 - 葉山奨之
卒業に必要な単位を交換条件に、廃部寸前の教立大学相撲部に入ることになる青年。大学1年の時、怪我で野球部を退部後、目標を失いなんとなく大学生活を送ってきた。
大庭穂香
演 - 伊原六花（少女時代：太田結乃）
廃部の危機を迎えた教立大学相撲部のたった一人の部員。大学2年生。わんぱく相撲出身で、相撲以外てんでだめな「人生音痴」。

#### 教立大学相撲部
試合出場のため募集に集まってきた新入部員たちとマネージャー。
加藤俊
演 - 佐藤緋美
元引きこもりのゲーマー「ルイ」。スポーツ編集部でレンの後任。
野口レン
演 - 高橋里央
バレエ経験を持つ33歳の大学生。スポーツ編集部から相撲部に転部する。
伊藤悠真
演 - 森篤嗣
ボディビルに打ち込む筋肉バカ。
川原田大樹
演 - 福松凜
陸上部の元エース。
吉野桜子
演 - 高橋佳子
教立大学の学生。授業で一緒になった穂香に憧れ、相撲部に入部する。
田澤亜里沙
演 - 佐藤めぐみ
相撲部マネージャー。就職課の職員。

#### 教立大学相撲部OB
青木富夫
演 - 竹中直人
田中豊作
演 - 田口浩正
ちゃんこ屋の経営者。
川村夏子
演 - 清水美砂
教立大学の教授。卒業に必要な単位と交換条件に、亮太を相撲部に入部させ団体戦への出場を命じる。
熊田寅雄
演 - 六平直政
不動産屋「熊田不動産」社長。
東大野元
演 - 田中聡元
石井陽介
演 - 白石直也
赤峰恵吾
演 - 竹井洋介
子ども相撲の指導者。
加賀
演 - 滝裕二郎
山本春雄
演 - 宝井誠明
正子
演 - 梅本律子
穴山冬吉
演 - 柄本明

#### 教立大学相撲部の周辺人物
本橋茉優
演 - 中山佳子
相撲の名門・命立館大学の女子相撲部の部員。穂香の幼なじみで因縁のライバル。
西野咲
演 - 手島実優
亮太の幼なじみ。教立スポーツ編集部 編集長。
吉岡海斗
演 - 樫尾篤紀
教立大学相撲部のライバル校である北東学院相撲部の主将。　
倉高（北東のケン）
演- 宮坂ひろし
北東学院大学相撲部の顧問。  　　　　　　　　　　
田中佳代
演 - 福田温子
豊作の妻。ちゃんこ屋。

#### 教立大学の人物
司会
演 - 守谷周徒
新歓スポーツクラブフェスの司会者。
職員
演 - 相馬有紀実
田澤亜里沙の同僚。
土井、倉光
演 - 小日向春平、黒河内りく
教立スポーツ編集部員。
友人
演 - 山下幸輝、薮内大河、井上拓海
森山亮太の友人学生。ボウリングやラーメン屋に同行する。
学生A、学生B
演 - 村上比菜、投元日佳里
伊藤悠真の筋肉を観て喜ぶ。
講師
演 - 今里真
穂香と桜子がダンスのペアとなって出会った授業の講師。
学生
演 - 白井琥珀、成田光沙
上記授業の学生。四股を踏む穂香を見て驚く。
教授
演 - 樋渡真司
野口レンの履修する授業の教授。

#### 北東学院大学相撲部
三国勢司
演 - 勢司瑞季
後藤田
演 - 奥村隆正
貝原
演 - 一條恭輔
北川
演 - 南川航輝
その他
演 - 小林牧歌、野崎亨類、布目直樹、原田多朗、富田一樹

#### 士國館大学相撲部
演 - 大政凛（大政）、中田翔真（中田）、中嶌駿介（中嶌）、浦野知也（浦野）、加藤日向太（加藤）

#### 本日医科大学相撲部
演 - 坂東睦月（長谷場・第4話）、池内祥人（斎藤・第4話）、朝日玲奈斗（朝日）、伊村玄徳（伊村）、加治木滉人（江澤）、長谷場悛紀、齊藤友暁

#### スナック「うっちゃり」
歌子、七里
演 - 藤本静、七字幸久
店主夫婦。
桑井、帯刀、依田
演 - 一本気伸吾、新納多朗、綾田俊樹
麻雀と相撲好きの客。

#### その他
力士
演 - 鈴木海希、水口剛、富栄龍太郎、相山拓也
ドラマのオープニング映像で四股を踏む力士たち。
チームメイトA、チームメイトB
演 - 若林元太、黒川大聖
亮太とeスポーツのチームメイト。
審判
演 - 道井良樹
学生相撲選手権東日本大会、全国学生選抜女子相撲選手権大会、第70回学生相撲リーグ東日本大会、日本学生連盟 男女混合団体戦競技大会。
演 - 吉田ウーロン太
第27回女子相撲全日本選手権大会。
アナウンサー
演 - 成木未菜
相撲大会男子大会アナウンス。
演 - 伊之口陽葉
相撲大会女子大会アナウンス。
呼出
演 - 鈴木雄一郎、犬塚俊輔、千野志湧人
亮太の求めに応じて熊田が手配した。相撲部の土俵に俵を設置する。
店員
演 - 桜川みゅう
亮太たちが訪れたラーメン屋の店員。
子供
演 - 松岡夏輝、岩野みのり、かんたろう、山崎十生、戸井田竜空、石井舜
亮太たちがスナック「うっちゃり」のママに連れて行かれた神社の境内で、わんぱく相撲の指導を受けている子どもたち。
指導員
演 - 葉丸あすか
伊藤悠真が訪れた介護施設の指導員。
男性
演 - 徳井優
介護施設の車椅子の男性。
男性
演 - 藏内秀樹
車椅子の車輪が外れ横断歩道で立ち往生している男性。通りかかった伊藤悠真が助けた。
主催者
演 - 大槻修治
穂香が優勝した第38回 青森県わんぱく力士選手権大会の主催者。
保護者
演 - 鯉沼トキ、中野麻衣
両国国技館の土俵は女人禁制なので、優勝した穂香は東京に行けないという話をしている。
寺田恵美
演 - 畠山明子
男女混合団体戦を主催する相撲連合のスタッフ。
担当者
演 - 生津徹
亮太が新卒内定を得た企業「NICHIMAI」の担当者。
足塚
演 - 手塚とおる
医務室の医師。野口の右腕を骨折していると診断する。
リポーター
演 - 麻生千恵
史上初の男女混合団体戦の開催を伝える。
外国人来賓
演 - Regan Welder、Riccardo Balzarini、Svetlana Vatrich
相撲の男女混合団体戦に訪れた来賓。

### スタッフ（配信ドラマ）
- 原作・総監督 - 周防正行
- 監督 - 片島章三、後閑広、廣原暁、植木咲楽
- 脚本 - 鹿目けい子
- エグゼクティブプロデューサー - 成田岳（ウォルト・ディズニー・ジャパン）
- プロデューサー - 山本晃久、和氣由香子（以上ウォルト・ディズニー・ジャパン）
- プロデューサー - 桝井省志[8]、土本貴生、吉野圭一（以上アルタミラピクチャーズ）
- 相撲コーディネーター - 網谷勇志
- 音楽 - 周防義和
- 制作 - アルタミラピクチャーズ[8]
- 製作 - ウォルト・ディズニー・ジャパン

### 配信日程
| 配信回 | 配信日         | サブタイトル | 配信時間 | 監督     |
| ------ | -------------- | ------------ | -------- | -------- |
| 第1話  | 2022年10月26日 | 第一番       |          | 片島章三 |
| 第2話  | 2022年10月26日 | 第二番       |          | 片島章三 |
| 第3話  | 11月02日       | 第三番       |          | 片島章三 |
| 第4話  | 11月09日       | 第四番       |          | 片島章三 |
| 第5話  | 11月16日       | 第五番       |          | 植木咲楽 |
| 第6話  | 11月23日       | 第六番       |          | 後閑広   |
| 第7話  | 11月30日       | 第七番       |          | 廣原暁   |
| 第8話  | 12月07日       | 第八番       |          | 植木咲楽 |
| 第9話  | 12月14日       | 第九番       |          | 片島章三 |
| 最終話 | 12月21日       | 第十番 結び  |          | 片島章三 |
- 初回は2話同時配信、翌週以降は毎週1話ずつ配信。